# Schrei (пісня)
«Schrei»  і «Scream» — рок-пісні німецького гурту Tokio Hotel у стилі альтернативного року. Німецькомовна версія пісні, «Schrei», була випущена як другий сингл дебютного альбому гурту — Schrei і є також вступною композицією альбому. Англомовна ж версія цієї пісні, «Scream», була пізніше включена до дебютного англомовного альбому гурту Scream і випущена як їхній четвертий сингл англійською мовою у 2007 році.

## Музичне відео
Дія музичного відео для пісні «Schrei» проходить в забитому людьми будинку, де вони гуляють вечірку.  Гурт розташований у вітальні, і починає грати як тільки вокаліст Білл Кауліц пройде через натовп людей до музичних інструментів.  В той час, як грає гурт і звучить музика, ми бачимо моменти, де дівчина блює в унітаз; люди трощать ванну кімнату; дівчина проводить рукою через волосся хлопця, який цілується та обнімається з іншою дівчиною на ліжку. Ближче до кінця пісні Білла проносять на руках натовпу на другий поверх, де він і закінчує пісню.  В кінці відео гурт розтрощує свої музичні інструменти.
Музичне відео пісні «Scream» це точна копія до відео німецькомовної пісні «Schrei», проте, з однією тільки різницею — члени гурту доросліші. «Scream» був головною піснею The Spike TV Scream Awards 2008.

## Scream
Існує 2 версії англомовної пісні «Scream»: перша — це та, що використовувалася у відеокліпі, а друга — на їхній сторінці у MySpace. Різниця між версіями незначна, проте помітна. Головна різниця — звучання слова «scream». Треба зауважити, що остання версія звучить та виглядає більш опрацьованою та глибшою.
Як сингл, у США «Scream» було випущено  11 грудня 2007 року під назвою «Scream America!». Це видання має два треки — «Ready, Set, Go!», англомовну версію пісні Übers Ende der Welt, і є стороною Б у самому синглі.

## Перелік форматів та доріжок
Тут представлені формати та доріжки головних синг-релізів «Schrei» і «Scream».
- CD-сингл

1. «Schrei» (сингл-мікс) — 3:17
2. «Schrei» (мікс Grizzly) — 3:19

- CD максі-сингл

1. «Schrei» (сингл-мікс) — 3:17
2. «Schrei» (мікс Grizzly) — 3:19
3. «Schwarz» — 3:21
4. «Beichte» — 3:36
5. «Schrei» (музичне відео) — 3:17

- «Scream America! Limited Edition» CD-сингл

1. «Scream» — 3:17
2. «Ready, Set, Go! (ремікс відAFI/Blaqk Audio)» — 3:07

## Чарти
| Чарт (2005) 1                | Максимальна позиція          |
| ---------------------------- | ---------------------------- |
| Австрійський Singles Chart   | 3                            |
| Нідерландський Singles Chart | 42                           |
| Німецький Singles Chart      | 5                            |
| Швейцарський Singles Chart   | 18                           |
| Чарт (2007)/(2008)2          | Максимальна position позиція |
| Італійський Singles Chart    | 20                           |

Примітки
- 1: Чартові позиції у 2005 році німецькомовної версії, «Schrei»
- 2: Чартові позиції у 2007 році англомовної версії, «Scream»